# Адам, Амаль
Амаль Адам (араб. أمل آدم‎; род. 24 декабря 1981) — египетская лучница, выступающая в соревнованиях по стрельбе из олимпийского лука. Участница Олимпийских игр 2020 года, чемпионка Африканских игр.

## Биография
Амаль Адам родилась 24 декабря 1981 года.

## Карьера
Адам начала заниматься стрельбой из лука в 2015 году.
В 2019 году Амаль Адам выступила на международном турнире «Veronica's Cup» в Словении, где добралась до 1/8 финала. На этой стадии она уступила соотечественнице Мире Эльчаммаа со счётом 0:6. Амаль Адам приняла участие на Африканских играх 2019 года в марокканском Рабате, где завоевала золото в составе женской команды. В индивидуальном турнире, по результатам рейтингового раунда, Амаль была четвёртой сеянной, но уже в первом поединке против кенийки Куки Анвар победителя пришлось выявлять в перестрелке. Адам победила, а в следующем раунде со счётом 6:0 оказалась точнее Марлиз Урту из Чада. В полуфинале Амаль уступила будущей чемпионке Эсмей Диомбо из Кот Д'Ивуара, но в матче за бронзу победила южноафриканку Катарину Уайтхед.
В декабре 2020 года Амаль Адам выступила на мировой серии, которая из-за пандемии проводилась в «онлайн»-формате. Из 649 лучниц, завершивших соревнованиях, египтянка заняла 149-е место.
По итогам смешанного парного турнира на Африканских играх, где Юссуф Толба и Рим Мансур стали чемпионами, Египет получил право заявить по спортсмену на Олимпийские игры. В результате от Египта на Олимпиаду поехала Амаль Адам. В предварительном раунде она заняла предпоследнее 63-е место, и в личном турнире попала на вторую сеянную Чан Минхи из Южной Кореи и всухую уступила ей. По результатам предварительного раунда, египтяне не квалифицировались в финальные соревнования в миксте и стали последними, 29-ми.